# Фантастичні бійці
«Фантастичні бійці» (англ. «Sci-fighters») — канадський фантастичний фільм 1996 року.

## Сюжет
2009 рік. Земля руйнується, океани пересихають, про озоновий шар вже забули. З місячної в'язниці на Землю відправлена труна з тілом злочинця, яка після прибуття виявляється порожньою. Зник вбивця, Адріан Данн, заражений смертельно небезпечним для людства вірусом. По сліду йдуть двоє: Кемерон Грейсон — крутий поліцейський, якому судилося стати рятівником людства, і його подруга Кірбі Янгер — яка першою виявила страшний вірус на тілі однієї з жертв Данна.

## У ролях
- Родді Пайпер — детектив Кемерон Грейсон
- Джейн Хейтмейер — доктор Кірбі Янгер
- Біллі Драго — Адріан Данн
- Тайрон Бенскін — доктор Джин Вашингтон
- Річард Рейборн — Каспер
- Донна Серрезін — Тріша Роллінз
- Карен Елкін — жінка зомбі
- Чіп Чуіпка — капітан Ленкет
- Рікі Мейб — хлопчик
- Андерсон С. Бредшоу — GT
- Річард Земан — Десайн
- Даніель Десорно — жінка офіцер
- Говард Розенштейн — доктор
- Філіп Преттен — доктор Андервуд